# John Coates
John Coates Jr. (Trenton, Nueva Jersey, 17 de febrero de 1938-22 de noviembre de 2017) fue un pianista, arreglista y compositor de jazz estadounidense.

## Trayectoria
Comenzó a tocar como concertista de piano clásico en la década de 1950, después de haber estudiado en el "Mannes College of Music". Atraído por el jazz, realiza su primera grabación en 1955, con solo 17 años, para el sello Savoy y se incorpora al grupos de Charlie Ventura, con quien permanece hasta 1958. En la década de 1960, trabaja como arreglista y compositor para la editorial musical "Delaware Water Gap", de Pensilvania y, a lo largo de 25 años, toca regularmente en el club "Deer Head Inn". Grabó diversos discos entre 1974 y 1980, permaneciendo después un tiempo alejado de la escena debido a problemas de salud. Ya en la década de los 90, vuelve a grabar.  
Su estilo, introspectivo y elegante, está muy influido por la forma de tocar de Bill Evans. A su vez, el pianista Keith Jarrett lo reconoce como una de sus primeras grandes influencias.

## Discografía como líder
- 1956 - Portrait 	(Savoy)
- 1974 - The Jazz Piano of John Coates Jr. 	(Omnisound Records)
- 1977 - Alone and Live at The Deer Head   (Omnisound Records)
- 1978 - After the before  (Omnisound Records)
- 1978 - In the open space 	(Omnisound Records)
- 1979 - Rainbow Road
- 1979 - Tokyo Concert
- 1996 - The trío session  (Pacific St.)
- 2001 - Duets  (Pacific St.)
- 2002 - Pocono sounds  (Omnisound Records)
- 2002 - The Omnisound years - recopilatorio (Pacific St.)

## Premios y distinciones
Premios Óscar
| Año  | Categoría                  | Película    | Resultado |
| ---- | -------------------------- | ----------- | --------- |
| 1983 | Mejor cortometraje animado | The Snowman | Nominado  |

### Textos de referencia
- Yanow, Scott:Biografía de John Coates Jr.. Allmusic
- Discografía de John Coates Jr. en RateYourMusic

- Datos: Q5933153